# Jeremy Welsh
Jeremy Welsh, född 30 maj 1988, är en kanadensisk professionell ishockeyspelare som tillhör NHL-organisationen St. Louis Blues och spelar för deras primära samarbetspartner Chicago Wolves i American Hockey League (AHL). Han har tidigare spelat på NHL-nivå för Carolina Hurricanes och Vancouver Canucks och på lägre nivåer för Charlotte Checkers och Utica Comets i AHL och Union Dutchmen (Union College) i National Collegiate Athletic Association (NCAA).
Welsh blev aldrig draftad av något lag.

## Statistik
| 2005–2006   | Waterloo Siskins    | MWJHL       | 48  | 16 | 25 | 41  | 31  | 4  | 0  | 1  | 1  | 18 |
| 2006–2007   | Waterloo Siskins    | MWJHL       | 39  | 12 | 15 | 27  | 36  | —  | —  | —  | —  | —  |
| 2007–2008   | Oakville Blades     | OPJHL       | 48  | 17 | 35 | 52  | 26  | 21 | 6  | 14 | 20 | 8  |
| 2008–2009   | Oakville Blades     | OJHL        | 49  | 36 | 47 | 83  | 38  | 28 | 17 | 17 | 34 | 4  |
| 2009–2010   | Union Dutchmen      | NCAA        | 39  | 10 | 9  | 19  | 45  | —  | —  | —  | —  | —  |
| 2010–2011   | Union Dutchmen      | NCAA        | 40  | 16 | 21 | 37  | 34  | —  | —  | —  | —  | —  |
| 2011–2012   | Carolina Hurricanes | NHL         | 1   | 0  | 0  | 0   | 4   | —  | —  | —  | —  | —  |
|             | Union Dutchmen      | NCAA        | 40  | 27 | 17 | 44  | 47  | —  | —  | —  | —  | —  |
| 2012–2013   | Carolina Hurricanes | NHL         | 5   | 0  | 1  | 1   | 0   | —  | —  | —  | —  | —  |
|             | Charlotte Checkers  | AHL         | 69  | 14 | 12 | 26  | 16  | 5  | 0  | 3  | 3  | 2  |
| 2013–2014   | Vancouver Canucks   | NHL         | 19  | 1  | 0  | 1   | 6   | —  | —  | —  | —  | —  |
|             | Utica Comets        | AHL         | 49  | 7  | 8  | 15  | 14  | —  | —  | —  | —  | —  |
| NHL totalt  | NHL totalt          | NHL totalt  | 25  | 1  | 1  | 2   | 10  | —  | —  | —  | —  | —  |
| AHL totalt  | AHL totalt          | AHL totalt  | 118 | 21 | 20 | 41  | 30  | 5  | 0  | 3  | 3  | 2  |
| NCAA totalt | NCAA totalt         | NCAA totalt | 119 | 53 | 47 | 100 | 126 | —  | —  | —  | —  | —  |